# Nevis (Minnesota)
Cette page contient des caractères spéciaux ou non latins. S’ils s’affichent mal (▯, ?, etc.), consultez la page d’aide Unicode.
Pour les articles homonymes, voir Nevis (homonymie).
La ville américaine de Nevis (en anglais [ˈniːvɨs]) est située dans le comté de Hubbard, dans l’État du Minnesota. Lors du recensement de 2010, elle comptait 390 habitants.